# Johannes Terwogt
Johannes Hester Lambertus Terwogt (* 18. Mai 1878 in Oude Wetering; † 22. Januar 1977 in Amsterdam) war ein niederländischer Ruderer.
Im Jahr 1900 trat er zusammen mit Geert Lotsij, Paul Lotsij, Coenraad Hiebendaal und Steuermann Hermanus Brockmann bei den Olympischen Spielen in Paris im Vierer mit Steuermann an. Im zweiten Halbfinale landeten sie auf dem ersten Platz. Aufgrund einer Kontroverse um die Finalteilnehmer gab es letztendlich zwei Finalläufe mit eigens vergebenen Medaillen. Im zweiten Finallauf nahm Terwogt mit seinem Team teil und gewann die Silbermedaille.
Terwogt war Mitglied in der ASR Nereus, einem Ruderverein von Amsterdamer Studenten. Nach seinem Studium war er als Kinderarzt in Amsterdam tätig.